# Acacia tabula
Acacia tabula é uma espécie de leguminosa do gênero Acacia, pertencente à família Fabaceae.